# Claudius Marius Victor
Claudius Marius Victor (ou Victorius ou Victorinus), rhéteur, c'est-à-dire enseignant, et poète de Marseille au Ve siècle apr. J.-C., mort sous les règnes de Théodose le Jeune et de Valentinien III vers l'an 446 apr. J.-C., a laissé un poème sur la Genèse en vers hexamètres et une épître à l'abbé Salomon, contre la corruption des mœurs de son siècle.

## Indications biographiques
Cité par Gennadius de Marseille, Claudius Marius Victor est mort sous les règnes de Théodose II et Valentinien III, entre 425 et 450. Sa naissance remonte à la deuxième moitié du IVe siècle apr. J.-C.
L'Histoire littéraire de la France lui consacre un chapitre.

## Œuvres
Gennadius de Marseille lui attribue un poème sur la Genèse, L'Alètheia que le manuscrit unique qui le transmet attribue à Claudius Marius Victor, orator Massiliensis. 
Ce poème date du premier ou du deuxième quart du Ve siècle apr. J.-C. Il comporte une prière et trois livres (1020 vers). Il a pour titre le nom grec de la Vérité (grec ancien : ἀλήθεια). Il raconte la Genèse, depuis la création du monde jusqu'à la ruine de Sodome. L'auteur s'inspire de Lucrèce, Virgile et Ovide et transpose dans ce texte la parole chrétienne sous la forme littéraire classique, latine et noble au sens littéraire du terme, de l'épopée. Il se propose également d'instruire la jeunesse. 
Victorinus, dans la lettre que nous avons de lui, dit que, si les Sarmates, venus d'Asie centrale, ont dévasté  le pays, si  les Vandales, peuple germanique, l'ont  incendié, si  les Alains, qui  étaient  des Sarmates, ont  suivi, c'est  que  les hommes  ont  commis  des  fautes, et  c'est  la  sexualité qu'il  incrimine. Cette austérité de Claudius Marius Victor, dans cette lettre, fait écho aux changements des mœurs que connaît Massalia à cette époque, ville longtemps réputée pour ses mœurs austères.

## Intérêt
Influencé par la littérature classique latine, et sans doute, d'après Gennadius, insuffisamment rompu à la rhétorique chrétienne, le texte est sévèrement jugé par cet auteur, le qualifiant d'un faible poids. 
Cependant, il s'insère dans la tradition des auteurs chrétiens des premiers siècles, Juvencus, Sedulius Arator, Cyprianus Gallus, et Avit. En effet, la transposition de la parole divine et/ou la célébration des hauts faits des saints se nourrit de l’épopée dont on peut souligner les affinités idéologiques et philologiques avec la littérature chrétienne. 
Le texte de Claudius Marius Victor s'inspire de la versification d'Ovide, et ne manque pas de qualité littéraire. 
Pour les historiens de l'antiquité tardive, le texte présente également l'intérêt particulier de faire allusion à une ou deux reprises aux tribus de la Gaule et aux barbares. Il mentionne ainsi les Alains (III, v 192) et les Leuques (III, V. 207 - 209).